# Герб Севска
Герб города Севска — административного центра Севского района Брянской области.

## Описание герба
«В синем поле, на зелёной траве золотой ржаной сноп».

## История герба
В июне 1728 года Верховный тайный совет издал указ о введении нового образца полковых знамён с государственным и городским гербами. В 1729 году под руководством обер-директора над фортификацией генерала Б. К. Миниха и при участии художника А. Баранова был составлен Знамённый гербовник. 8 марта 1730 года новые гербы для полковых знамён были утверждены. Герб на знамени Севского ландмилицкого полка имел следующее описание: «В золотом щите на синем поле золотой ржаной сноп, лежащий на зелёной земле».
16 августа 1781 года императрицей Екатериной II вместе с другими гербами городов Орловского наместничества был Высочайше утверждён герб города Севска (ПСЗРИ, 1781, Закон № 15207).
Подлинное описание герба уездного города Севска гласило: 

«Городъ Сѣвскъ имѣетъ старый гербъ. Въ синемъ полѣ, на зеленой травѣ золотой ржаной снопъ».
В 1862 году, в период геральдической реформы Кёне, был разработан проект нового герба Севска (официально не утверждён):«в лазоревом щите золотое стропило, обремененное 3 червлеными колосьями; в вольной части герб Орловской губернии, щит увенчан серебряной башенной короной о трёх зубцах и окружён золотыми колосьями, соединённые Александровской лентой».
В советское время исторический герб Севска не использовался.
В постсоветский период решения о возрождении или восстановлении исторического герба города в качестве официального символа Севска, городскими властями не принимались.